# King's Cup (golf)
De King's Cup is een voormalig golftoernooi in Thailand dat deel uit maakte van de Aziatische PGA Tour (Asian Tour).  Het prijzengeld van de eerste editie was US$ 300.000.
De eerste editie was in 2009 op de Singha Park Khon Kaen Golf Club (par 72) in Khon Kaen. Het toernooi eindigde met een score van 274 (-14) in een play-off waarbij Chan Yih-shin na twee holes Simon Yates en Nick Redfern versloeg. Daarna werd het nog drie jaar op die baan gespeeld, altijd in november of december.
Daarna werd het toernooi verhuisd, het ging naar de Black Mountain Golf Club Hua Hin en naar het begin van het kalenderjaar. 
In 2016 maakte het toernooi ook deel uit van de Europese Tour.

## Winnaars
| Start                   | Baan                               | Winnaar                         | Score                           | Score                           | Prijzengeld                     |            |
| King's Cup              | King's Cup                         | King's Cup                      | King's Cup                      | King's Cup                      | King's Cup                      | King's Cup |
| ----------------------- | ---------------------------------- | ------------------------------- | ------------------------------- | ------------------------------- | ------------------------------- | ---------- |
| 03-12-2009              | Singha Park Khon Kaen Golf Club    | Yih-shin Chan po                | 274                             | -14                             | $ 300.000                       |            |
| 25-11-2010              | Singha Park Khon Kaen Golf Club    | Udorn Duangdecha                | 276                             | -12                             | $ 300.000                       |            |
| 08-12-2011              | Singha Park Khon Kaen Golf Club    | geannuleerd wegens overstroming | geannuleerd wegens overstroming | geannuleerd wegens overstroming | geannuleerd wegens overstroming |            |
| 29-11-2012              | Singha Park Khon Kaen Golf Club    | Arnond Vongvanij                | 266                             | -22                             | $ 500.000                       |            |
| King’s Cup Golf Hua Hin |                                    |                                 |                                 |                                 |                                 |            |
| 16-01-2014              | Black Mountain Golf Club Hua Hin   | Thaworn Wiratchant              | 268                             | –20                             |                                 |            |
| 2015                    | Black Mountain Golf Club Hua Hin   | niet gespeeld                   | niet gespeeld                   | niet gespeeld                   | niet gespeeld                   |            |
| 28-07-2016              | Phoenix Gold Golf and Country Club | Chan Shih-chang                 | 268                             | -12                             | $ 750.000                       |            |